# Socket 1
Il Socket 1 è il socket utilizzato per le CPU Intel 486. Era un aggiornamento del socket PGA precedentemente utilizzato da Intel, e il primo con un nome ufficiale. Prevedeva un pin aggiuntivo rispetto a quello utilizzato precedentemente per impedire di inserire un processore progettato per questo socket in uno precedente con il rischio di danneggiamento del chip. Era dotato di 169 pin e i processori montati su questo socket erano alimentati a 5 V.
Il suo successore fu il Socket 2.